# Alluaudomyia remmi
Alluaudomyia remmi är en tvåvingeart som beskrevs av Ryszard Szadziewski 1983. Alluaudomyia remmi ingår i släktet Alluaudomyia och familjen svidknott.
Artens utbredningsområde är Algeriet. Inga underarter finns listade i Catalogue of Life.